# Caririacu (tiểu vùng)
Caririacu là một tiểu vùng thuộc bang Ceará, Brasil. Tiều vùng này có diện tích 1301 km², dân số năm 2007 là 57037 người.